# Кизитиринское городище
Кизитиринское (Кизитериновское) городище — древний памятник греко-сарматского периода, одно из шести городищ Гексаполиса (Ἑξάπολις). Располагалось на территории современного Пролетарского района Ростова-на-Дону.
Исследователи относят его к категории «меотских городищ» и предполагают, что на становление и развитие Кизитиринского городища оказывала влияние римская культура. К этому же периоду относятся Ростовское и Темерницкое городища. Кизитиринское городище располагается ниже Кобяковского городища по правому берегу Дона.

## История
Остатки Кизитиринского городища находятся в городе Ростове-на-Дону на правом берегу у устья маленькой речки-ручья Кизитеринки. Это западная часть 5-й улицы. Древнее городище находится под городскими застройками и его раскопки затруднены. Большая часть поселения находится на территории завода Красный Аксай и рабочего посёлка Ясная Поляна.
Российский археолог Александр Александрович Миллер относил время основания Кизитиринского городища к периоду римской эпохи. По найденным фрагментам и частицам есть основания полагать, что люди, которые обитали на территории Кизитиринского городища, имели связь с Ростовским и Темерницким городищами.
Городище расположено на высоком мысе, образованном берегом реки Дон и правым склоном Кизитиринской балки (Пролетарский район города Ростова-на-Дону). В истории и археологии под городищами подразумеваются древние поселения, крепости или святилища, которые имеют защитные укрепления, земляные валы и рвы. Подавляющее большинство городищ находятся там, где небольшая река впадает в более крупную. Строятся они, как правило, на природных возвышенностях .Следует отметить, что название археологического памятника, связано с топографическим названием: Кизитиринское (находится на правом западном берегу Кизитиринской балки при впадении её в Дон). С начала I в. н. э. по берегам Дона возникает меотское поселение Кизитиринское.
Меоты вели оседлый образ жизни, создавали на высоких берегах свои поселения и окружали их рвом. Кизитиринское городище, созданное меотами, было квадратной формы. Общая площадь древнего городища по подсчётам составляет 10000 квадратных метров. 
По данным ученых, население Кизитиринского городища не превышало 400—500 человек. Меоты занимались земледелием (просо, ячмень и пшеница), охотой, животноводством (лошади, свиньи, крупный рогатый скот, овцы, козы). Основным же  занятием была ловля рыбы. По всей видимости на Дону они ловили белугу, окуня, сома, осетрину, судака. Так как поселения меотов находились на торговых путях, они были хорошими торговцами заграничных диковинных товаров, красивых стеклянных ожерелий, украшений и оберегов из восточных стран (Египта, Ирана, Персии). Это поселение теснейшим образом было связано как с античным миром, так и  с окружающими их сарматскими племенами. Они подвергались процессам сарматизации, особенно интенсивно с середины II в. н. э. Городище прекратило существование в результате нашествия на Дон кочевых народов в начале нашей эры.

## Раскопки
Во время исследований в 1926 году на территории Кизитиринского городища нашли керамические изделия с веревочным орнаментом. В 1927 году на территории городища, где происходила добыча глины, обнаружили могильник, а в нем амфору из высококачественной глины желтовато-розового цвета. Исследователи датируют ее создание первыми веками нашей эры. Емкость сосуда составляла около 5 литров, высота около 74 сантиметров. Амфора с узким горлышком была найдена целой. Среди других артефактов были обнаружены бусы. Именно они дают основания полагать, что был найден могильник, так как украшения такой специфической формы встречаются только в могильниках. Одна бусина была цилиндрической формы, изготовлена из белой стекловидной массы, вокруг нее — полоски черного цвета дугообразной формы. Вторая бусина была продолговатой неправильной формы, третья круглая, четвертая — сплющенная. Также на территории Кизитиринского городища обнаружили небольшую фигурку, для изготовления которой использовалась голубоватая египетская смальта. Были найдены осколки посуды.